# Liga Europeia de Voleibol Feminino de 2023
A Liga Europeia de Voleibol Feminino de 2023 foi a 14.ª edição deste torneio organizado anualmente pela Confederação Europeia de Voleibol (CEV). O torneio ocorreu de 27 de maio a 9 de julho.
A seleção da Ucrânia conquistou seu segundo título ao vencer a seleção da Suécia em um duplo 3–0 nas finais da Liga Ouro. Pela Liga Prata, a Estônia superou a seleção da Áustria em cinco sets e conquistou seu primeito título da competição.

## Fórmula de disputa
Liga Ouro
As nove equipes participantes, divididas em três grupos, disputaram uma rodada dupla em seus grupos. Após a conclusão da fase de grupos, os vencedores de cada grupo disputaram a fase final. Se o país organizador da fase final estivesse entre os vencedores do grupo, a segunda melhor equipe classificada em todos os grupos se classificou.
O campeão e vice-campeão da Liga Ouro conquistaram o direito de disputar a Challenger Cup de 2023.
Liga Prata
A Liga Prata contou com oito equipes, onde disputaram uma rodada dupla na fase de grupos. O vencedor de cada grupo, o melhor segundo classificado e a seleção do país da fase final avançaram para as finais.
O vencedor da Liga Prata foi promovida à Liga Europeia Ouro de 2024.

### Critérios de classificação nos grupos
1. Número de vitórias;
2. Pontos;
3. Razão de sets;
4. Razão de pontos;
5. Resultado da última partida entre os times empatados.

- Placar de 3–0 ou 3–1: 3 pontos para o vencedor, nenhum para o perdedor;
- Placar de 3–2: 2 pontos para o vencedor, 1 para o perdedor.

## Equipes participantes

### Liga Ouro
| Grupo A              | Grupo B   | Grupo C |
| -------------------- | --------- | ------- |
| Bélgica              | Chéquia   | França  |
| Bósnia e Herzegovina | Eslovênia | Hungria |
| Suécia               | Romênia   | Ucrânia |

### Liga Prata
| Grupo A            | Grupo B     |
| ------------------ | ----------- |
| Áustria            | Ilhas Feroé |
| Estônia            | Geórgia     |
| Letônia            | Montenegro  |
| Macedônia do Norte | Portugal    |

## Liga Ouro
|  | Classificado para a fase final                           |
|  | Classificado para a fase final (segundo melhor colocado) |

### Grupo A
|     |                      |     | Jogos | Jogos | Jogos | Resultados | Resultados | Resultados | Resultados | Resultados | Resultados | Sets | Sets | Sets  | Pontos | Pontos | Pontos |
| Pos | Equipe               | Pts | T     | V     | D     | 3–0        | 3–1        | 3–2        | 2–3        | 1–3        | 0–3        | V    | P    | R     | V      | P      | R      |
| --- | -------------------- | --- | ----- | ----- | ----- | ---------- | ---------- | ---------- | ---------- | ---------- | ---------- | ---- | ---- | ----- | ------ | ------ | ------ |
| 1   | Bélgica              | 9   | 4     | 3     | 1     | 2          | 1          | 0          | 0          | 1          | 0          | 10   | 4    | 2.500 | 334    | 286    | 1.168  |
| 2   | Suécia               | 8   | 4     | 3     | 1     | 0          | 2          | 1          | 0          | 1          | 0          | 10   | 7    | 1.429 | 380    | 364    | 1.044  |
| 3   | Bósnia e Herzegovina | 1   | 4     | 0     | 4     | 0          | 0          | 0          | 1          | 1          | 2          | 3    | 12   | 0.250 | 287    | 351    | 0.818  |

- Todas as partidas em horário local.

| Data   | Hora  |                      | Placar |                      | Set 1 | Set 2 | Set 3 | Set 4 | Set 5 | Total  | Relatório |
| ------ | ----- | -------------------- | ------ | -------------------- | ----- | ----- | ----- | ----- | ----- | ------ | --------- |
| 27 mai | 20:00 | Bélgica              | 3–0    | Bósnia e Herzegovina | 25–17 | 25–18 | 25–17 |       |       | 75–52  | Relatório |
| 31 mai | 18:00 | Suécia               | 3–1    | Bósnia e Herzegovina | 25–22 | 26–24 | 22–25 | 25–22 |       | 98–93  | Relatório |
| 3 jun  | 17:00 | Bélgica              | 3–1    | Suécia               | 25–22 | 25–14 | 20–25 | 25–17 |       | 95–78  | Relatório |
| 10 jun | 17:00 | Bósnia e Herzegovina | 2–3    | Suécia               | 25–21 | 25–17 | 13–25 | 16–25 | 8–15  | 87–103 | Relatório |
| 14 jun | 18:00 | Bósnia e Herzegovina | 0–3    | Bélgica              | 23–25 | 14–25 | 18–25 |       |       | 55–75  | Relatório |
| 17 jun | 16:00 | Suécia               | 3–1    | Bélgica              | 25–23 | 26–28 | 25–23 | 25–15 |       | 101–89 | Relatório |

### Grupo B
|     |            |     | Jogos | Jogos | Jogos | Resultados | Resultados | Resultados | Resultados | Resultados | Resultados | Sets | Sets | Sets  | Pontos | Pontos | Pontos |
| Pos | Equipe     | Pts | T     | V     | D     | 3–0        | 3–1        | 3–2        | 2–3        | 1–3        | 0–3        | V    | P    | R     | V      | P      | R      |
| --- | ---------- | --- | ----- | ----- | ----- | ---------- | ---------- | ---------- | ---------- | ---------- | ---------- | ---- | ---- | ----- | ------ | ------ | ------ |
| 1   | Chéquia    | 9   | 4     | 3     | 1     | 1          | 2          | 0          | 0          | 1          | 0          | 10   | 5    | 2,000 | 344    | 303    | 1.135  |
| 2   | Eslováquia | 6   | 4     | 2     | 2     | 0          | 2          | 0          | 0          | 1          | 1          | 7    | 8    | 0.875 | 314    | 333    | 0.943  |
| 3   | Romênia    | 3   | 4     | 1     | 3     | 0          | 1          | 0          | 0          | 3          | 0          | 6    | 10   | 0.600 | 338    | 360    | 0.939  |

- Todas as partidas em horário local.

| Data   | Hora  |            | Placar |            | Set 1 | Set 2 | Set 3 | Set 4 | Set 5 | Total | Relatório |
| ------ | ----- | ---------- | ------ | ---------- | ----- | ----- | ----- | ----- | ----- | ----- | --------- |
| 27 mai | 17:00 | Romênia    | 1–3    | Eslováquia | 22–25 | 12–25 | 25–19 | 18–25 |       | 77–94 | Relatório |
| 31 mai | 16:00 | Chéquia    | 3–1    | Eslováquia | 25–16 | 22–25 | 25–20 | 25–11 |       | 97–72 | Relatório |
| 3 jun  | 16:00 | Chéquia    | 1–3    | Romênia    | 17–25 | 25–15 | 18–25 | 18–25 |       | 78–90 | Relatório |
| 8 jun  | 17:00 | Romênia    | 1–3    | Chéquia    | 25–16 | 23–25 | 26–28 | 13–25 |       | 87–94 | Relatório |
| 14 jun | 20:00 | Eslováquia | 0–3    | Chéquia    | 15–25 | 20–25 | 19–25 |       |       | 54–75 | Relatório |
| 17 jun | 19:00 | Eslováquia | 3–1    | Romênia    | 25–18 | 25–18 | 19–25 | 25–23 |       | 94–84 | Relatório |

### Grupo C
|     |         |     | Jogos | Jogos | Jogos | Resultados | Resultados | Resultados | Resultados | Resultados | Resultados | Sets | Sets | Sets  | Pontos | Pontos | Pontos |
| Pos | Equipe  | Pts | T     | V     | D     | 3–0        | 3–1        | 3–2        | 2–3        | 1–3        | 0–3        | V    | P    | R     | V      | P      | R      |
| --- | ------- | --- | ----- | ----- | ----- | ---------- | ---------- | ---------- | ---------- | ---------- | ---------- | ---- | ---- | ----- | ------ | ------ | ------ |
| 1   | Ucrânia | 9   | 4     | 3     | 1     | 0          | 3          | 0          | 0          | 1          | 0          | 10   | 6    | 1.667 | 369    | 333    | 1.108  |
| 2   | França  | 6   | 4     | 2     | 2     | 0          | 2          | 0          | 0          | 2          | 0          | 8    | 8    | 1,000 | 349    | 348    | 1.003  |
| 3   | Hungria | 3   | 4     | 1     | 3     | 0          | 1          | 0          | 0          | 3          | 0          | 6    | 10   | 0.600 | 339    | 376    | 0.902  |

- Todas as partidas em horário local.

| Data   | Hora  |         | Placar |         | Set 1 | Set 2 | Set 3 | Set 4 | Set 5 | Total | Relatório |
| ------ | ----- | ------- | ------ | ------- | ----- | ----- | ----- | ----- | ----- | ----- | --------- |
| 27 mai | 19:00 | Hungria | 1–3    | Ucrânia | 25–22 | 25–27 | 9–25  | 23–25 |       | 82–99 | Relatório |
| 28 mai | 17:30 | Ucrânia | 3–1    | Hungria | 25–17 | 22–25 | 25–15 | 26–24 |       | 98–81 | Relatório |
| 4 jun  | 15:00 | França  | 1–3    | Hungria | 20–25 | 25–19 | 22–25 | 23–25 |       | 90–94 | Relatório |
| 10 jun | 19:00 | Hungria | 1–3    | França  | 20–25 | 25–14 | 15–25 | 22–25 |       | 82–89 | Relatório |
| 14 jun | 19:00 | Ucrânia | 3–1    | França  | 25–21 | 25–17 | 17–25 | 25–11 |       | 92–74 | Relatório |
| 18 jun | 15:00 | França  | 3–1    | Ucrânia | 25–18 | 21–25 | 25–16 | 25–21 |       | 96–80 | Relatório |

## Liga Prata
|  | Classificado para a fase final             |
|  | Classificado para a fase final (país-sede) |

### Grupo A
|     |                    |     | Jogos | Jogos | Jogos | Resultados | Resultados | Resultados | Resultados | Resultados | Resultados | Sets | Sets | Sets  | Pontos | Pontos | Pontos |
| Pos | Equipe             | Pts | T     | V     | D     | 3–0        | 3–1        | 3–2        | 2–3        | 1–3        | 0–3        | V    | P    | R     | V      | P      | R      |
| --- | ------------------ | --- | ----- | ----- | ----- | ---------- | ---------- | ---------- | ---------- | ---------- | ---------- | ---- | ---- | ----- | ------ | ------ | ------ |
| 1   | Estônia            | 15  | 6     | 5     | 1     | 4          | 1          | 0          | 0          | 0          | 1          | 15   | 4    | 3.750 | 454    | 368    | 1.234  |
| 2   | Áustria            | 15  | 6     | 5     | 1     | 3          | 2          | 0          | 0          | 0          | 1          | 15   | 5    | 3,000 | 452    | 391    | 1.156  |
| 3   | Letônia            | 6   | 6     | 2     | 4     | 2          | 0          | 0          | 0          | 3          | 1          | 9    | 12   | 0.750 | 469    | 475    | 0.987  |
| 4   | Macedônia do Norte | 0   | 6     | 0     | 6     | 0          | 0          | 0          | 0          | 0          | 6          | 0    | 18   | 0,000 | 315    | 456    | 0.691  |

- Todas as partidas em horário local.

| Data   | Hora  |                    | Placar |                    | Set 1 | Set 2 | Set 3 | Set 4 | Set 5 | Total | Relatório |
| ------ | ----- | ------------------ | ------ | ------------------ | ----- | ----- | ----- | ----- | ----- | ----- | --------- |
| 27 mai | 17:00 | Estônia            | 3–1    | Letônia            | 20–25 | 25–21 | 25–16 | 25–21 |       | 95–83 | Relatório |
| 27 mai | 20:15 | Macedônia do Norte | 0–3    | Áustria            | 15–25 | 20–25 | 15–25 |       |       | 50–75 | Relatório |
| 31 mai | 17:00 | Estônia            | 3–0    | Áustria            | 25–15 | 25–8  | 25–23 |       |       | 75–46 | Relatório |
| 31 mai | 17:30 | Macedônia do Norte | 0–3    | Letônia            | 23–25 | 18–25 | 18–25 |       |       | 59–75 | Relatório |
| 3 jun  | 14:00 | Áustria            | 3–1    | Letônia            | 25–23 | 16–25 | 25–15 | 25–23 |       | 91–86 | Relatório |
| 3 jun  | 17:30 | Macedônia do Norte | 0–3    | Estônia            | 10–25 | 14–25 | 20–25 |       |       | 44–75 | Relatório |
| 10 jun | 16:00 | Estônia            | 3–0    | Macedônia do Norte | 25–22 | 25–20 | 25–16 |       |       | 75–58 | Relatório |
| 10 jun | 16:00 | Letônia            | 1–3    | Áustria            | 25–15 | 17–25 | 21–25 | 19–25 |       | 82–90 | Relatório |
| 14 jun | 17:00 | Letônia            | 3–0    | Macedônia do Norte | 25–19 | 25–17 | 31–29 |       |       | 81–65 | Relatório |
| 14 jun | 20:15 | Áustria            | 3–0    | Estônia            | 25–20 | 25–19 | 25–20 |       |       | 75–59 | Relatório |
| 17 jun | 17:00 | Áustria            | 3–0    | Macedônia do Norte | 25–15 | 25–17 | 25–7  |       |       | 75–39 | Relatório |
| 17 jun | 17:00 | Letônia            | 0–3    | Estônia            | 16–25 | 23–25 | 23–25 |       |       | 62–75 | Relatório |

### Grupo B
|     |             |     | Jogos | Jogos | Jogos | Resultados | Resultados | Resultados | Resultados | Resultados | Resultados | Sets | Sets | Sets  | Pontos | Pontos | Pontos |
| Pos | Equipe      | Pts | T     | V     | D     | 3–0        | 3–1        | 3–2        | 2–3        | 1–3        | 0–3        | V    | P    | R     | V      | P      | R      |
| --- | ----------- | --- | ----- | ----- | ----- | ---------- | ---------- | ---------- | ---------- | ---------- | ---------- | ---- | ---- | ----- | ------ | ------ | ------ |
| 1   | Montenegro  | 15  | 6     | 5     | 1     | 5          | 0          | 0          | 0          | 1          | 0          | 16   | 3    | 5.333 | 451    | 328    | 1.375  |
| 2   | Portugal    | 15  | 6     | 5     | 1     | 4          | 1          | 0          | 0          | 0          | 1          | 15   | 4    | 3.750 | 461    | 310    | 1.487  |
| 3   | Geórgia     | 3   | 6     | 1     | 5     | 1          | 0          | 0          | 0          | 1          | 4          | 4    | 15   | 0.267 | 345    | 439    | 0.786  |
| 4   | Ilhas Feroé | 3   | 6     | 1     | 5     | 0          | 1          | 0          | 0          | 0          | 5          | 3    | 16   | 0.188 | 283    | 463    | 0.611  |

- Todas as partidas em horário local.

| Data   | Hora  |             | Placar |             | Set 1 | Set 2 | Set 3 | Set 4 | Set 5 | Total | Relatório |
| ------ | ----- | ----------- | ------ | ----------- | ----- | ----- | ----- | ----- | ----- | ----- | --------- |
| 27 mai | 18:00 | Ilhas Feroé | 0–3    | Montenegro  | 9–25  | 7–25  | 20–25 |       |       | 36–75 | Relatório |
| 28 mai | 17:00 | Portugal    | 3–0    | Geórgia     | 25–13 | 25–12 | 25–18 |       |       | 75–43 | Relatório |
| 31 mai | 15:00 | Portugal    | 3–1    | Montenegro  | 25–17 | 20–25 | 25–18 | 25–16 |       | 95–76 | Relatório |
| 31 mai | 19:00 | Ilhas Feroé | 3–1    | Geórgia     | 25–19 | 22–25 | 25–22 | 25–22 |       | 97–88 | Relatório |
| 3 jun  | 20:00 | Montenegro  | 3–0    | Geórgia     | 25–19 | 25–9  | 25–16 |       |       | 75–44 | Relatório |
| 4 jun  | 16:00 | Ilhas Feroé | 0–3    | Portugal    | 10–25 | 11–25 | 8–25  |       |       | 29–75 | Relatório |
| 10 jun | 17:00 | Geórgia     | 0–3    | Montenegro  | 14–25 | 11–25 | 14–25 |       |       | 39–75 | Relatório |
| 11 jun | 16:00 | Portugal    | 3–0    | Ilhas Feroé | 25–9  | 25–13 | 25–9  |       |       | 75–31 | Relatório |
| 14 jun | 17:00 | Geórgia     | 3–0    | Ilhas Feroé | 25–15 | 25–12 | 25–15 |       |       | 75–42 | Relatório |
| 14 jun | 20:00 | Montenegro  | 3–0    | Portugal    | 25–21 | 25–23 | 25–22 |       |       | 75–66 | Relatório |
| 16 jun | 20:00 | Montenegro  | 3–0    | Ilhas Feroé | 25–23 | 25–17 | 25–8  |       |       | 75–48 | Relatório |
| 17 jun | 16:00 | Geórgia     | 0–3    | Portugal    | 18–25 | 17–25 | 21–25 |       |       | 56–75 | Relatório |

## Fase final

### Liga Prata
- Local:  Graz, Áustria
- Todas as partidas em horário local.

|  | Semifinais | Semifinais |                |   | Final | Final |
|  |            |            |                |   |       |       |
|  |            |            |                |   |       |       |
|  |            |            |                |   |       |       |
|  | Portugal   | 1          |                |   |       |       |
|  | Portugal   | 1          |                |   |       |       |
|  | Estônia    | 3          |                |   |       |       |
|  | Estônia    | 3          | Estônia        | 3 |       |       |
|  |            |            | Estônia        | 3 |       |       |
|  |            | Áustria    | 2              |   |       |       |
|  | Áustria    | Áustria    | 2              | 3 |       |       |
|  | Áustria    |            |                | 3 |       |       |
|  | Montenegro | 1          |                |   |       |       |
|  | Montenegro | 1          | Terceiro lugar |   |       |       |
|  |            |            |                |   |       |       |
|  |            |            |                |   |       |       |
|  |            |            |                |   |       |       |
|  | Portugal   | 3          |                |   |       |       |
|  | Portugal   | 3          |                |   |       |       |
|  | Montenegro | 1          |                |   |       |       |

#### Semifinais
| Data   | Hora  |          | Placar |            | Set 1 | Set 2 | Set 3 | Set 4 | Set 5 | Total | Relatório |
| ------ | ----- | -------- | ------ | ---------- | ----- | ----- | ----- | ----- | ----- | ----- | --------- |
| 24 jun | 15:00 | Portugal | 1–3    | Estônia    | 27–29 | 22–25 | 25–18 | 24–26 |       | 98–98 | Relatório |
| 24 jun | 20:20 | Áustria  | 3–1    | Montenegro | 25–21 | 23–25 | 25–23 | 25–14 |       | 98–83 | Relatório |

#### Terceiro lugar
| Data   | Hora  |          | Placar |            | Set 1 | Set 2 | Set 3 | Set 4 | Set 5 | Total | Relatório |
| ------ | ----- | -------- | ------ | ---------- | ----- | ----- | ----- | ----- | ----- | ----- | --------- |
| 25 jun | 17:35 | Portugal | 3–1    | Montenegro | 23–25 | 25–21 | 25–20 | 25–23 |       | 98–89 | Relatório |

#### Final
| Data   | Hora  |         | Placar |         | Set 1 | Set 2 | Set 3 | Set 4 | Set 5 | Total  | Relatório |
| ------ | ----- | ------- | ------ | ------- | ----- | ----- | ----- | ----- | ----- | ------ | --------- |
| 25 jun | 20:20 | Estônia | 3–2    | Áustria | 31–33 | 25–11 | 13–25 | 25–12 | 15–12 | 109–93 | Relatório |

### Liga Ouro
- Todas as partidas em horário local.

|  | Semifinais | Semifinais | Semifinais |         |   | Final | Final | Final |
|  |            |            |            |         |   |       |       |       |
|  |            |            |            |         |   |       |       |       |
|  |            |            |            |         |   |       |       |       |
|  | Ucrânia    | 3          | 3          |         |   |       |       |       |
|  | Ucrânia    | 3          | 3          |         |   |       |       |       |
|  | Chéquia    | 0          | 1          |         |   |       |       |       |
|  | Chéquia    | 0          | 1          | Ucrânia | 3 | 3     |       |       |
|  |            |            |            | Ucrânia | 3 | 3     |       |       |
|  |            | Suécia     | 0          | 0       |   |       |       |       |
|  | Suécia     | Suécia     | 0          | 0       | 3 | 3     |       |       |
|  | Suécia     |            |            |         | 3 | 3     |       |       |
|  | Bélgica    | 2          | 0          |         |   |       |       |       |
|  | Bélgica    | 2          | 0          |         |   |       |       |       |

### Semifinais
Semifinal 1
| Data   | Hora  |         | Placar |         | Set 1 | Set 2 | Set 3 | Set 4 | Set 5 | Total | Relatório |
| ------ | ----- | ------- | ------ | ------- | ----- | ----- | ----- | ----- | ----- | ----- | --------- |
| 25 jun | 18:00 | Ucrânia | 3–0    | Chéquia | 25–22 | 25–23 | 25–17 |       |       | 75–62 | Relatório |
| 28 jun | 18:00 | Chéquia | 1–3    | Ucrânia | 25–22 | 11–25 | 22–25 | 16–25 |       | 74–97 | Relatório |

Semifinal 2
| Data   | Hora  |         | Placar |         | Set 1 | Set 2 | Set 3 | Set 4 | Set 5 | Total   | Relatório |
| ------ | ----- | ------- | ------ | ------- | ----- | ----- | ----- | ----- | ----- | ------- | --------- |
| 25 jun | 15:00 | Suécia  | 3–2    | Bélgica | 24–26 | 25–16 | 16–25 | 25–17 | 18–16 | 108–100 | Relatório |
| 28 jun | 20:00 | Bélgica | 0–3    | Suécia  | 20–25 | 26–28 | 17–25 |       |       | 63–78   | Relatório |

#### Final
| Data  | Hora  |         | Placar |         | Set 1 | Set 2 | Set 3 | Set 4 | Set 5 | Total | Relatório |
| ----- | ----- | ------- | ------ | ------- | ----- | ----- | ----- | ----- | ----- | ----- | --------- |
| 6 jul | 18:00 | Ucrânia | 3–0    | Suécia  | 25–15 | 25–20 | 25–19 |       |       | 75–54 | Relatório |
| 9 jul | 16:00 | Suécia  | 0–3    | Ucrânia | 17–25 | 22–25 | 30–32 |       |       | 69–82 | Relatório |

## Classificação final

### Liga Ouro
| Colocação | Equipe               |
| --------- | -------------------- |
| 1         | Ucrânia              |
| 2         | Suécia               |
| 3         | Bélgica              |
| 4         | Chéquia              |
| 5         | França               |
| 6         | Eslováquia           |
| 7         | Hungria              |
| 8         | Romênia              |
| 9         | Bósnia e Herzegovina |

|  | Classificada para a Challenger Cup de 2023 |
|  | Rebaixada para a Liga Prata de 2024        |

### Liga Prata
| Colocação | Equipe             |
| --------- | ------------------ |
| 1         | Estônia            |
| 2         | Áustria            |
| 3         | Portugal           |
| 4         | Montenegro         |
| 5         | Letônia            |
| 6         | Geórgia            |
| 7         | Ilhas Feroé        |
| 8         | Macedônia do Norte |

|  | Classificada para a Liga Ouro de 2024 |